# Distrito de Arequipa
El distrito de Arequipa es uno de los veintinueve distritos que conforman la provincia homónima, ubicada en el departamento de Arequipa, en el Sur del Perú. Limita por el Norte con los distritos de Yanahuara y el Alto Selva Alegre, por el Este con los distritos de Miraflores y  Mariano Melgar, por el Sur con los distritos de Paucarpata, José Luis Bustamante y Rivero y Jacobo Hunter y por el Oeste con el distrito de Sachaca.
Desde el punto de vista jerárquico de la Iglesia católica forma parte de la Arquidiócesis de Arequipa.

## Historia
Fue creado en la época de la independencia.

## Geografía

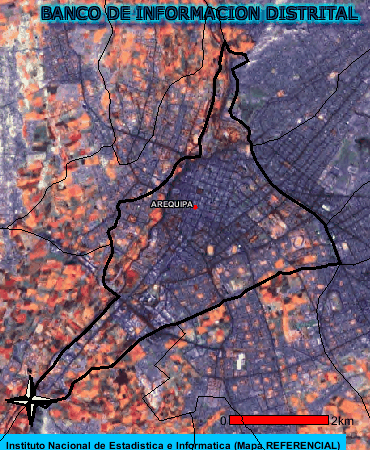
Imagen Satelital del Distrito de Arequipa.

Tiene una población de 54,095 habitantes al año 2015 según el INEI en 12,8 kilómetros cuadrados. Se encuentra totalmente inmerso dentro de la ciudad de Arequipa por lo que se considera como su capital el centro histórico de la ciudad de Arequipa que fue una de las ciudades más importantes del Virreinato del Perú.

## Autoridades

### Municipales
- 2011-2014[2]** Alcalde: Florentino Alfredo Zegarra Tejada, del Movimiento Arequipa Renace (AR).
  - Regidores: Lauriano Roberto Rosado Linares (AR), Heber Diómedes Cueva Escobedo (AR), Candy Paola Carpio Pérez (AR), Mario Nemecio Melo Villalva (AR), Lilia Jeanne Pauca Vela (AR), Joel Alexander Quiroz Álvarez (AR), Cascely Williams Calizaya Mamani (AR), Jimmy Renzo Ojeda Arnica (AR), Ricardo Enrique Grundy López (AR), María Isabel Huanacuni Layme (Fuerza Arequipeña), Wilder Melchor Morales Llerena (Fuerza Arequipeña), Freddy Fernando Cahui Calizaya (Fuerza Arequipeña), Jaime Christian Talavera Apaza (Fuerza Arequipeña), Miguel Ángel Daniel Mendoza García (Juntos por el Sur), Jorge Fausto Sumari Buendía (Alianza por Arequipa).

### Religiosas
- Arzobispo metropolitano: Monseñor Javier Del Río Alba.

### Policiales
- Director de la XI DIRTEPOL Arequipa: General P. N. P. Víctor Rojas Herrera.

## Festividades
- Virgen de Chapi.
- Cristo de la Caridad.